# Werner Daehn
Werner Daehn (* 14. Oktober 1967 in Worms am Rhein) ist ein deutscher Schauspieler.

## Leben
Werner Daehn wuchs in Worms auf und besuchte das Rudi-Stephan-Gymnasium. Nach der Schulzeit zog es ihn nach Berlin, wo er eine vierjährige Ausbildung an der Schauspielschule Langhanke absolvierte.

## Werdegang
Nach diversen Theaterengagements u. a. spielte er 1996 in seinem ersten deutschen Kinofilm Nur aus Liebe an der Seite von Heinz Hoenig und Katja Riemann. 2002 gelang ihm mit xXx – Triple X als kettenrauchender Sniper und Gegenspieler von Vin Diesel ein großer internationaler Erfolg. Für Regisseur Stefan Ruzowitzky spielte er 2006 in Wien und Berlin als Rosenthal in dem mit einem Oscar ausgezeichneten Kinofilm Die Fälscher mit. Danach spielte er in vielen weiteren internationalen Produktionen u. a. mit Steven Seagal (Shadow Man – Kurier des Todes), Jason Priestley (Colditz – Flucht in die Freiheit) oder Bill Pullman (Revelations – Die Offenbarung). 2008 drehte er als Major Ernst John von Freyend in einer Schlüsselrolle mit Tom Cruise Operation Walküre – Das Stauffenberg-Attentat. Da Freyend Stauffenberg beim Präparieren der Bombe stört, gelingt das Attentat nicht. Er war u. a. auch als Stasioffizier im oscarprämierten Film Das Leben der Anderen zu sehen. In der Neuverfilmung des Hitchcock-Klassikers Die 39 Stufen für die BBC spielte er die Rolle des Antagonisten „Ackerman“. Von 2020 bis 2022 spielte er den Kriminaloberkommissar Michael Kelting in der ZDF-Serie Blutige Anfänger.

## Filmografie (Auswahl)

### Kino
- 1996: Nur aus Liebe
- 2001: Duell – Enemy at the Gates (Enemy at the Gates)
- 2002: xXx – Triple X
- 2004: König der Diebe
- 2006: Shadow Man – Kurier des Todes (Shadow Man)
- 2006: Das Leben der Anderen
- 2007: Die Fälscher
- 2008: Speed Racer
- 2008: Operation Walküre – Das Stauffenberg-Attentat (Valkyrie)
- 2010: Akte Kajínek (Kajínek)
- 2010: Zeiten ändern dich
- 2011: Die Superbullen
- 2012: Alex Cross
- 2013: The Berlin File
- 2014: Der stille Berg
- 2014: Der Tropfen – Ein Roadmovie
- 2016: Game of Aces
- 2017: Tom of Finland
- 2022: Medieval

### Fernsehen
- 1993: Berlin Break (Fernsehserie, Folge In den Fängen des KGB)
- 1996: Tatort: Tod im Jaguar (Fernsehreihe)
- 1998: Das Miststück
- 1998: HeliCops – Einsatz über Berlin (Fernsehserie, Folge 42 Kilometer in den Tod)
- 1998: Das Miststück
- 1999: Die Angst in meinem Herzen
- 2003: Alarm für Cobra 11 – Einsatz für Team 2 (Fernsehserie, Folge Verschwunden)
- 2004: Stauffenberg
- 2005: Revelations – Die Offenbarung (Fernsehsechsteiler, 3 Folgen)
- 2005: Doppelter Einsatz (Fernsehserie, Folge Mord auf dem Stundenplan)
- 2005: Colditz – Flucht in die Freiheit (Fernsehzweiteiler)
- 2006: Balko (Fernsehserie, Folge Ich töte Mutter)
- 2011, 2017: Alarm für Cobra 11 – Die Autobahnpolizei (Fernsehserie, verschiedene Rollen, 2 Folgen)
- 2013: Rosa Roth (Fernsehreihe, Folge Der Schuss)
- 2014: Tatort: Der Maulwurf
- 2014: SOKO Stuttgart (Fernsehserie, Folge Zirkus Fratinelli)
- 2014–2016: Ein Fall von Liebe (Fernsehreihe, 4 Folgen)
- 2015: Constantine (Fernsehserie, Folge The Saint of Last Resorts: Part 2)
- 2015: Tatort: Frohe Ostern, Falke
- 2015: Letzte Spur Berlin (Fernsehserie, Folge Fluchtversuch)
- 2015: SOKO Leipzig (Fernsehserie, Folge Tapetenwechsel)
- 2016: Akte Ex (Fernsehserie, Folge Der Tote aus dem Moor)
- 2018: Tatort (Fernsehreihe, Folge Meta)
- 2018: Notruf Hafenkante (Fernsehserie, Folge Die Sex - Party)
- 2020–2022: Blutige Anfänger (Fernsehserie, 43 Folgen)

## Theater
- Mein Freund Hitler
- Der Boxer und die Violistin
- Die Bauern
- Andorra - Peider